# Dia de la Hispanitat
El Dia de la Hispanitat o Festa Nacional d'Espanya commemora les efemèrides històriques del Descobriment d'Amèrica per part de Cristòfor Colom i els Reis Catòlics després de la signatura de les Capitulacions de Santa Fe. La celebració té lloc cada 12 d'octubre, on se celebra una desfilada militar al qual assisteixen el rei d'Espanya amb la família reial i els representants més importants de tots els poders de l'Estat, a més de la majoria dels presidents de les autonomies espanyoles.
El Descobriment d'Amèrica el 1492 va ser transcendental per a la història d'Espanya i el 12 d'octubre s'ha considerat com un dia memorable perquè a partir de llavors es va iniciar el contacte entre Europa i Amèrica, que va culminar amb l'anomenat eufemisme «trobada de dos mons», que transforma les visions del món i les vides tant d'europeus com d'americans, ja que va ser l'inici de la Colonització europea d'Amèrica.

## Día de la Raza
També es coneix com a Día de la Raza, especialment avui en dia a Hispanoamèrica, o Columbus Day als Estats Units. En aquesta data es recorda l'albirament de terra (del que posteriorment es coneixeria com a Amèrica) pel mariner Rodrigo de Triana el 1492, sota el comandament de Cristòfor Colom.
El terme Día de la Raza (català: Dia de la raça) fa referència al naixement d'una raça, cultura o identitat fruit del mestissatge dels amerindis i els colonitzadors europeus.

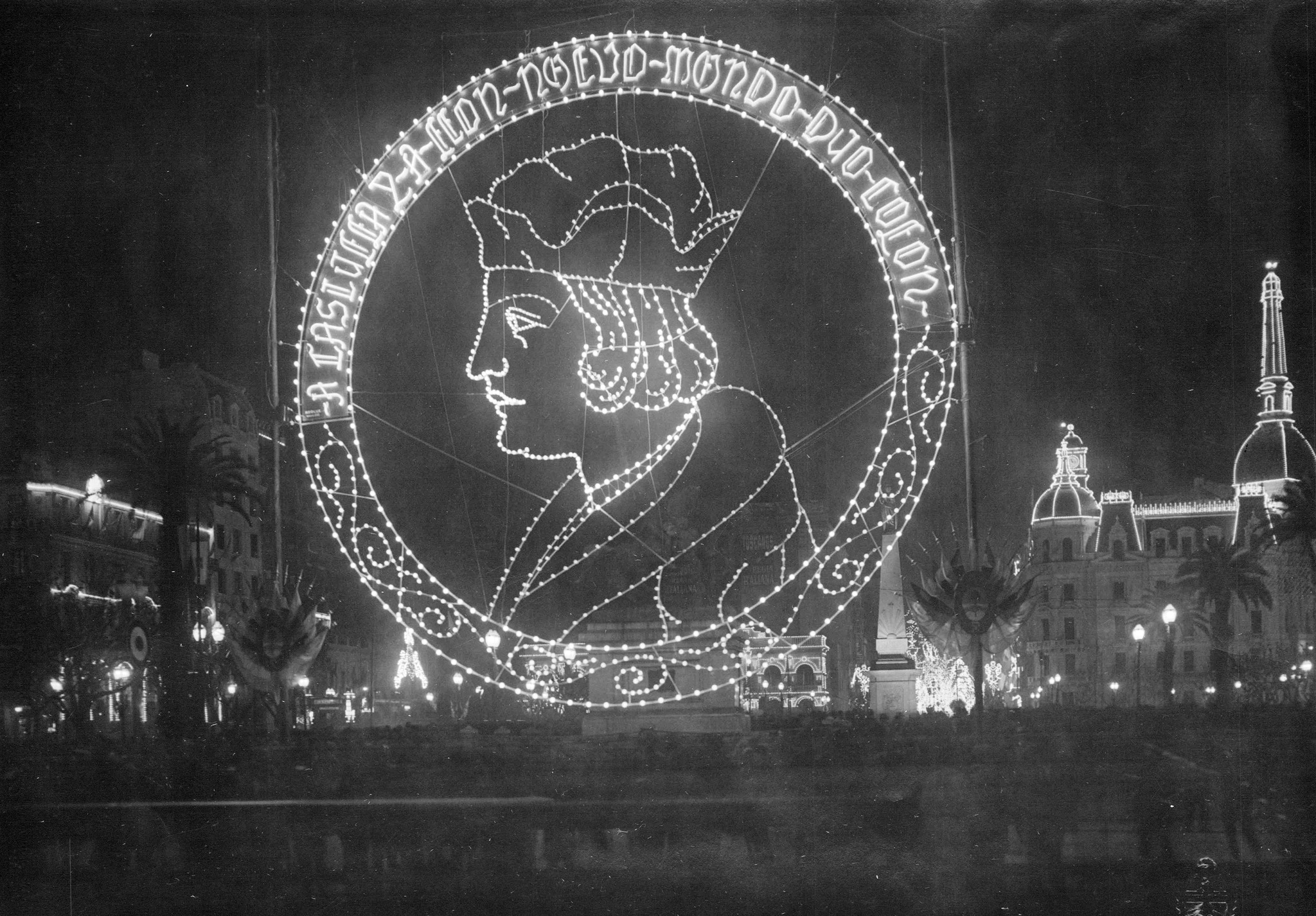
Celebració del Día de la Raça, Plaza de Mayo, Buenos Aires, 1929

El dia va ser per primer cop celebrat a Mèxic per iniciativa de José Vasconcelos, titular de la secretaria d'educació.
Aquesta data va ser instituïda com a festa nacional a diversos països d'Hispanoamèrica, com s'assenyala a continuació:
- Argentina, per decret presidencial del 4 d'octubre de 1917 de Hipólito Yrigoyen.[3]
- Veneçuela, el 1921 per decret presidencial de Juan Vicente Gómez. El president Hugo Chávez el va canviar a Día de la Resistencia Indígena l'any 2002.
- Xile, per decret de 16 d'agost de 1923.
- Mèxic, oficialment des de 1928.

A Espanya, aquesta data es conegué també com Día de la Raza entre el 1918 (per decret d'Alfons XIII i Antoni Maura) i el 1958, quan va canviar la seua denominació oficial per la de Día de la Hispanidad (en castellà)
Coincideix amb la festa de la Mare de Déu del Pilar, patrona de Saragossa, d'Aragó i de la Hispanitat.

## Dia de la Hispanitat a Espanya
Amb la reforma de l'Estatut dels treballadors espanyol feta el 1991 no va ser inclosa als tres festius inamovibles.
Els actes commemoratius fets durant aquesta festa nacional espanyola estan regulats pel Reial decret 862/1997, de 6 de juny, del Ministeri de Defensa.